# كيت والر باريت
كيت والر باريت (بالإنجليزية: Kate Waller Barrett)‏ هي طبيبة أمريكية، ولدت في 24 يناير 1857 في فالموث في الولايات المتحدة، وتوفيت في 23 فبراير 1925.

## وصلات خارجية
- كيت والر باريت على موقع الموسوعة البريطانية (الإنجليزية)